# Wellington Nogueira Lopes
Wellington Nogueira Lopes (født 1. juni 1979) er en brasiliansk fodboldspiller.